# Aeronautica militare dell'Abcasia
L'Aeronautica militare abcasa è parte integrante delle forze armate della Repubblica abcasa.

## Storia
Come altre aeronautiche militari dell'ex Unione Sovietica, viene fondata nel 1992 a seguito del dissolvimento della precedente, acquisendo una piccola parte dell'equipaggiamento bellico disponibile. Nella sua recente storia è protagonista di alcune serie di conflitti locali, dalla Guerra georgiano-abcasa parte integrante delle Guerre civili georgiane fino alla più recente Seconda guerra in Ossezia del Sud del 2008.

## Aeromobili in uso
Sezione aggiornata annualmente in base al World Air Force di Flightglobal del corrente anno. Tale dossier non contempla UAV, aerei da trasporto VIP ed eventuali incidenti accorsi durante l'anno della sua pubblicazione. Modifiche giornaliere o mensili che potrebbero portare a discordanze nel tipo di modelli in servizio e nel loro numero rispetto a WAF, vengono apportate in base a siti specializzati, periodici mensili e bimestrali. Tali modifiche vengono apportate onde rendere quanto più aggiornata la tabella.
| Aeromobile                      | Origine          | Tipo                                           | Versione (denominazione locale) | In servizio (2019) | Note | Immagine |
| Aerei da combattimento          |                  |                                                |                                 |                    |      |          |
| Sukhoi Su-27 Flanker            | Unione Sovietica | aereo da caccia                                | Su-27                           | 2                  |      |          |
| Mikoyan-Gurevich MiG-21 Fishbed | Unione Sovietica | aereo da caccia                                | MiG-21                          | 1                  |      |          |
| Sukhoi Su-25 Frogfoot           | Unione Sovietica | aereo da attacco al suolo                      | Su-25                           | 1                  |      |          |
| Aerei da trasporto              |                  |                                                |                                 |                    |      |          |
| Antonov An-2 Colt               | Unione Sovietica | aereo da trasporto leggero                     | An-2                            | 1                  |      |          |
| Aerei da addestramento          |                  |                                                |                                 |                    |      |          |
| Yakovlev Yak-52                 | Unione Sovietica | aereo da addestramento basico                  | Yak-52                          | 1                  |      |          |
| Aero L-39 Albatros              | Rep. Ceca        | aereo da addestramento aereo d'attacco leggero | L-39ZA                          | 2                  |      |          |
| Elicotteri                      |                  |                                                |                                 |                    |      |          |
| Mil Mi-8 Hip                    | Unione Sovietica | elicottero da trasporto                        | Mi-8                            | 2                  |      |          |
| Mil Mi-24 Hind                  | Unione Sovietica | elicottero d'attacco                           | Mi-24                           | 2                  |      |          |